# Сьюдад-Родриго
Сьюда́д-Родри́го (ісп. Ciudad Rodrigo, МФА: [θi̯uˈðað roˈðɾiɣo]) — муніципалітет в Іспанії, у складі автономної спільноти Кастилія-і-Леон, у провінції Саламанка. Населення — 13 777 осіб (2010).

## Географія
Муніципалітет розташований на відстані близько 240 км на захід від Мадрида, 80 км на південний захід від Саламанки.
На території муніципалітету розташовані такі населені пункти: (дані про населення за 2010 рік)
- Агеда-дель-Каудільйо: 116 осіб
- Бокакара: 170 осіб
- Сьюдад-Родриго: 13309 осіб
- Іванрей: 70 осіб
- Санхуанехо: 70 осіб
- Педро-Торо: 8 осіб
- Аррабаль-де-Сан-Себастьян: 33 особи
- Полігоно-Індустріаль-ла-Вінья: 1 особа

Територією муніципалітету протікає річка Агеда.

## Демографія
Динаміка населення (INE ):

## Релігія
- Центр Сьюдад-Родригоської діоцезії Католицької церкви.

## Галерея

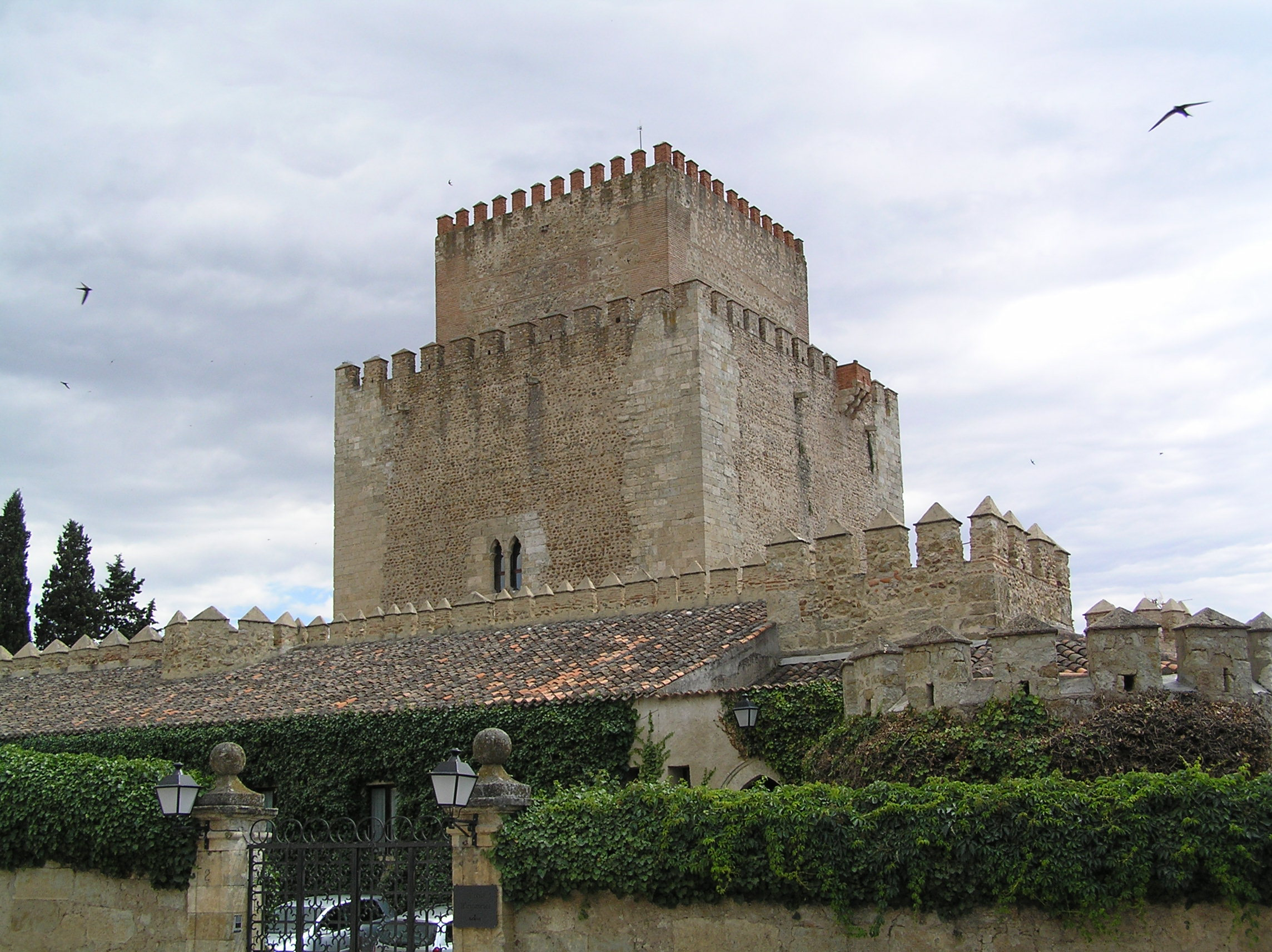
Вежа замку Енріке II
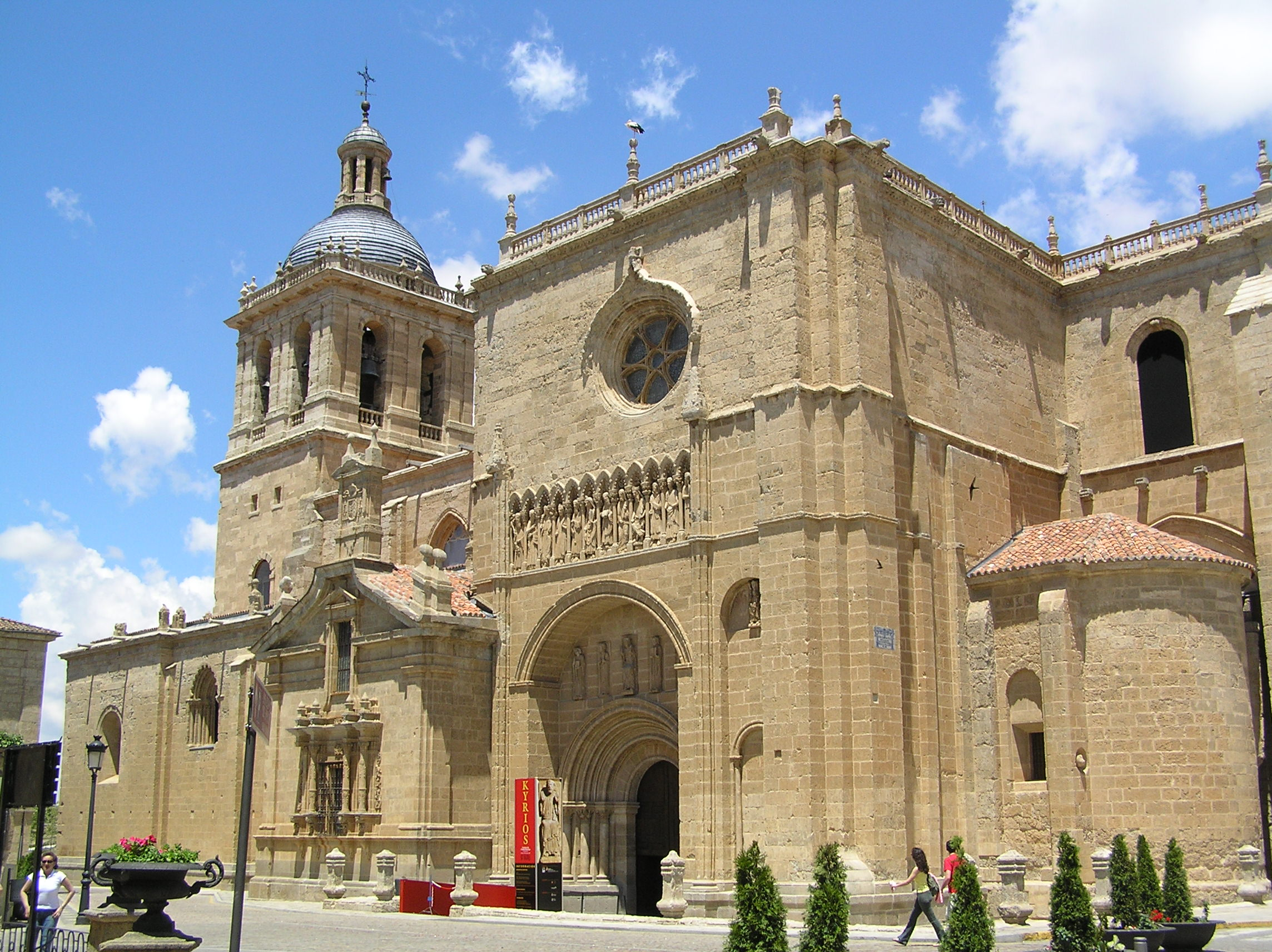
Собор Санта-Марія
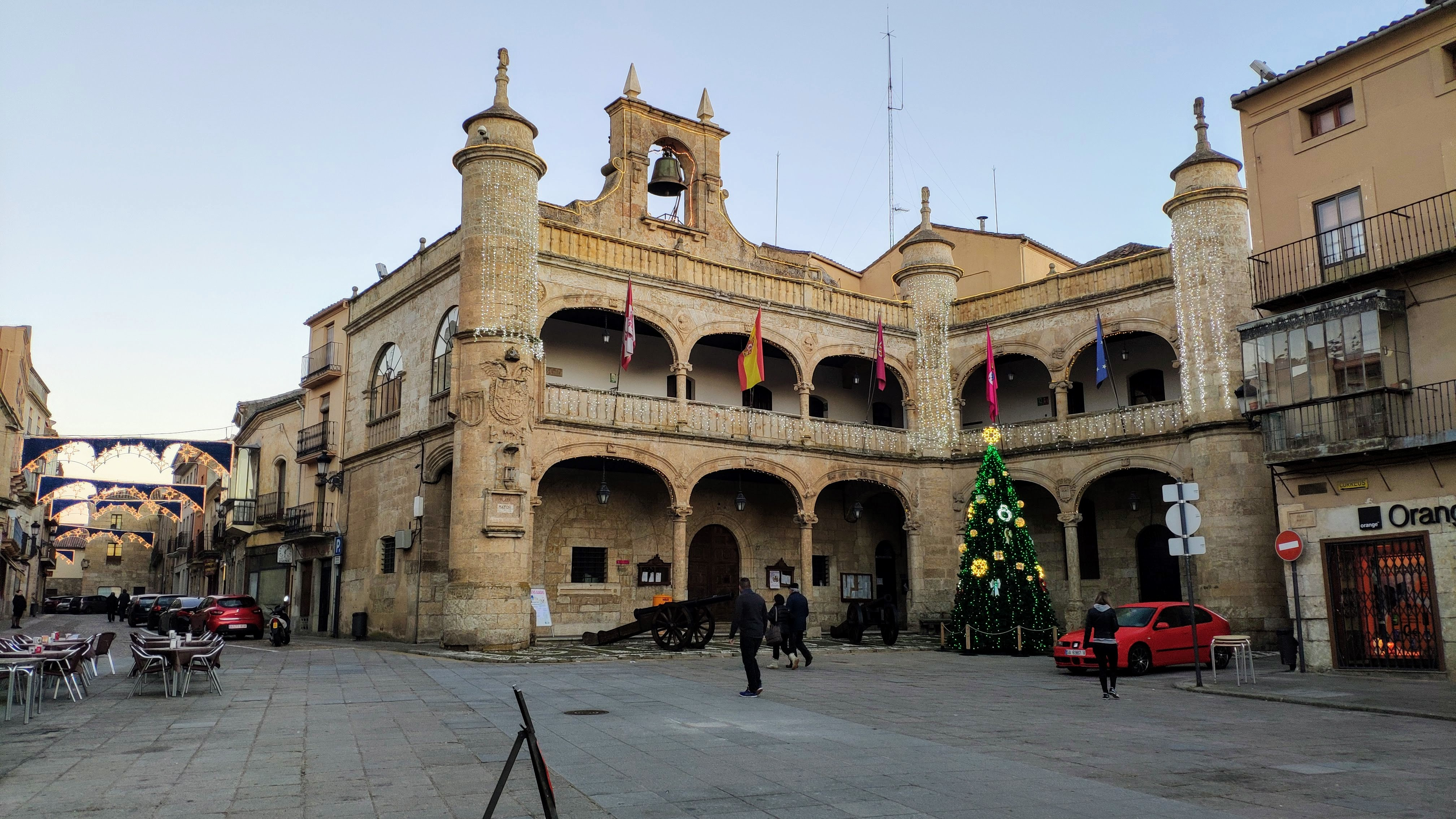
Центральна площа і муніципальна рада

## Міста-побратими
1. – Авейру, Португалія (1989) [5]